# أحمد بن يوسف الكاتب
أحمد بن يوسف الكاتب (ت. 213 هـ / 828 م) هو وزير من كبار الكتّاب في العصر العباسي.
هو أحمد بن يوسف بن القاسم بن صَبِيح العجلي بالولاء، المعروف بالكاتب. من أهل الكوفة. ولي ديوان الرسائل للمأمون، واستوزره بعد أحمد بن أبي خالد الأحول، وتوفي ببغداد.
وهو صاحب البيت المشهور:

## سيرة
وكان أصل أحمد بن يوسف من العراق. رحل أبوه إلى مصر بعد أن خدم مولاه إبراهيم بن المهدي، ولازمه حتى مات، فانتقل إلى مصر، واشتغل فيها بالعلم والأدب والمال. ولكن اتصاله القديم بالبيت العباسي جعل ابن طولون لا يركن إليه، ولا يأمن شره. لذلك ترى في تاريخه، أن أحمد بن طولون قد حبسه وكاد يقتله لولا شفاعة أتباعه. ولما مات يوسف أمر ابن طولون أعوانه فهجموا على داره، وحملوا صندوقين من أوراقه، مقدرين أن يجدوا فيها شيئا يدل على صلة له بمن ببغداد.
ونشأ ابنه على نمط أبيه: فهو مثقف ثقافة واسعة، وهو كاتب كما يدل عليه كتابه هذا، وهو شاعر ينقل دیوان شعره إلى العراق، وهو عالم بالحساب والهندسة والفلك، كما تدل علیه ترجمة ” ياقوت" له، وهو آخذ بحظ من الفلسفة كما يظهر ذلك في ثنايا كتبه.
ولم يكن أحمد بن يوسف من هؤلاء الأدباء والعلماء الذين ينقطعون لأدبهم وعلمهم، و يعتمدون في ذلك على ما يمنحهم الولاة والأمراء من منح، أو يتزهدون فيكتفون بمالهم من عقار يغل عليهم بعض المال. إنما كان كأبيه، ينغمس في الدنيا وفي الحياة الواقعة، ويصرف جزءا من وقته في تدبير المال والقيام عليه وإنمائه، كان أبوه يدبر أموال إبراهيم بن المهدى ويقوم على أراضيه، فاكتسب بذلك خبرة مالية كبيرة، فلما جاء إلى مصر استخدم مقدرته المالية، فاستغل بعض الأراضي المصرية من الدولة الطولونية: ويتقبل الأرض (يلتزمها) ويستأجرها. وأحيانا يملكها ويزرعها ويتاجر في محصولاتها.
قد كان أحمد بن يوسف وأبوه يوسف بن إبراهيم، كلاهما مع غناه و ثروته ذو مروءة وجدة، يشعر أن المال غاد وراح، وأن المرء عرضة في كل وقت للفقر، فلا بد من أن يتسلح بالمروءة، ينقذ بها البأس من بؤسه، لعله يكون يوما في مثل حالته، فيجد من ينجده. فيحدثنا ”ياقوت" عن يوسف بن إبراهيم أنه «كان ذا مروءة تامة» وتدل بعض القصص في كتاب المكافأة وحسن العقبى على أنه كان له أتباع يتعصبون له ويفدونه بأنفسهم، لما يسديه إليهم من خير، ويقدم لهم من معروف، وابنه أحمد بن يوسف نفسه كان كذلك كريم نبيلا. يحدث - مثلا - أنه رأی تاجرا كُسر مركبه وغرق فيها ما يملكه، فيواسيه أحمد بن يوسف ويبث من يغوص على مركبه ليستخرجوا ما فيه، ثم يعوضه عما فقده بنفسه و برجاله. ومثل هذا في الكتاب كثير.

## مؤلفات

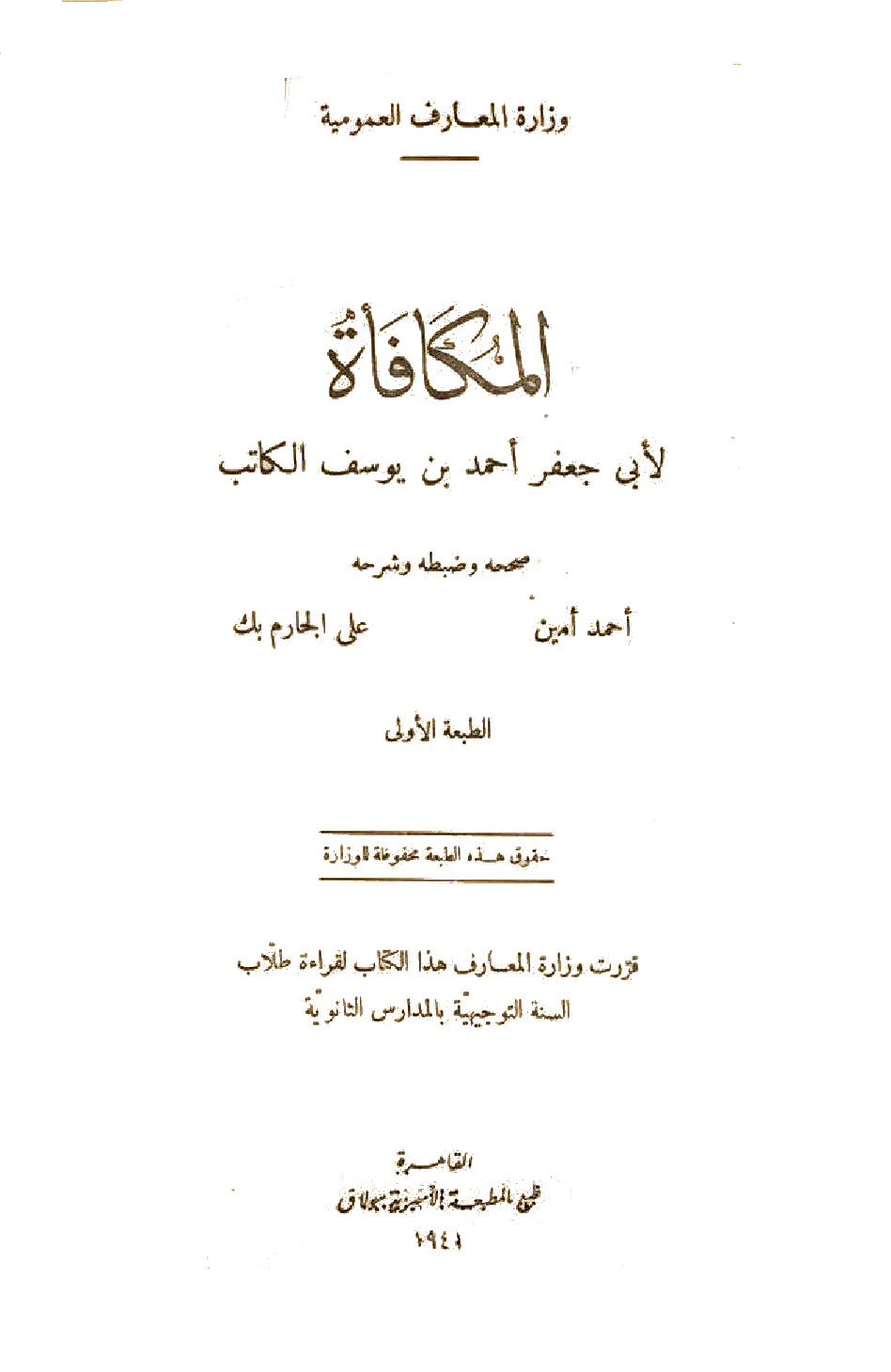

- المكافأة وحسن العقبى[4]